# 1-ша танкова армія (РФ)
1-ша гвардійська Червоного прапора танкова армія (1 ТА, в/ч 73621, 11161) — військове об'єднання Сухопутних військ Збройних сил Росії чисельністю в армію. Штаб армії — Баковка (Одинцовський район Москви).
З лютого 2022 року армія бере участь у повномасштабному вторгненні РФ в Україну, веде бої на харківському напрямку.

## Історія
У 1991 році 1-ша гвардійська танкова армія Радянської армії почала процес переведення зі Східної Німеччини до Смоленська. Після розпаду СРСР увійшла до складу Збройних сил РФ.
У 1994 році переформована на 1-шу загальновійськову армію.
1 травня 1998 року (за іншими даними, 1999 року) армія була розформована.

### Російсько-українська війна
Армія була відновлена 13 листопада 2014 року. Прискорене формування 1-ї танкової армії у 2014 році було викликане початком російської агресії проти України й переведенням з Муліно (67 км на захід Нижнього Новгорода) до Воронежа командування 20-ї гвардійської загальновійськової армії.

#### Російське вторгнення в Україну 2022 року
У 2022 році з'єднання армії брали участь у повномасштабному вторгненні РФ в Україну. Вони вели бої у наступі на Харків.
3 березня 2022 року повідомлялося, що під Харковом українські військові взяли в полон офіцерів і танкістів 1-го танкового полку 2-ї гвардійської Таманської мотострілецької дивізії. Зокрема, це були 22 танкісти на чолі із заступником командира полку з озброєння та з командиром танкового батальйону цього ж полку.
26 березня українські джерела повідомили про те, що в перші дні оборони Охтирки і боїв за Тростянець 93-тя бригада ЗСУ уразила командний пункт 96-ї окремої розвідувальної бригади разом із керівним складом.
27 березня, за даними ГУР МОУ, командувача 1-ї танкової армії генерал-лейтенанта Сергія Киселя було знято з посади. Озвучена причина — втрати та невдале командування, зокрема втеча російської армії з Тростянця.

## Склад

### 2018
- Управління (штаб) (Баковка в Одинцово, в Одинцовському районі Москви)
- 2-га гвардійська мотострілецька Таманська дивізія ордена Жовтневої Революції, Червонопрапорна ордена Суворова дивізія імені М. І. Калініна, в/ч 23626 (Калінінець);
- 4-та гвардійська танкова Кантемирівська дивізія ордена Леніна, Червонопрапорна дивізія імені Ю. В. Андропова, в/ч 19612 (Наро-Фомінськ);
- 6-та окрема танкова Ченстоховська Червонопрапорна, ордена Кутузова бригада, в/ч 54096 (управління у Муліно Нижньогородської області);
- 27-ма окрема гвардійська мотострілецька Севастопольська Червонопрапорна бригада імені 60-річчя СРСР бригада, в/ч 61899 (Мосрентген, Московської області);
- 96-та окрема розвідувальна бригада, в/ч 52634 (Нижній Новгород, Сормовський район);
- 288-ма артилерійська Варшавська Бранденбурзька Червонопрапорна, орденів Кутузова, Богдана Хмельницького і Червоної Зірки бригада, в/ч 30683 (селище Муліно);
- 112-та гвардійська ракетна Новоросійська ордена Леніна, двічі Червонопрапорна, орденів Суворова, Кутузова, Богдана Хмельницького і Олександра Невського бригада, в/ч 03333 (місто Шуя, Південне містечко);
- 49-та зенітна ракетна бригада, в/ч 21555 (селище Красний Бор Смоленський район або місто Смоленськ);
- 60-та бригада управління, в/ч 76736 (селище Селятино Наро-Фомінського району Московської області та селище Баковка Одінцовського району Москви);
- 69-та окрема бригада МТЗ, в/ч 11385 (Нижньогородська область, місто Дзержинськ);
- інженерно-саперний полк (Московська область);
- 20-й полк РХБ захисту, в/ч 12102 (Нижній Новгород, смт Центральний);
- 231-й окремий батальйон РЕБ.

### 2022
- Управління (штаб) (Баковка в Одинцово, в Одинцовському районі Москви)
- 2-га гвардійська мотострілецька Таманська дивізія ордена Жовтневої Революції, Червонопрапорна ордена Суворова дивізія імені М. І. Калініна, в/ч 23626 (Калінінець);
- 4-та гвардійська танкова Кантемирівська дивізія ордена Леніна, Червонопрапорна дивізія імені Ю. В. Андропова, в/ч 19612 (Наро-Фомінськ);
- 47-ма танкова Ченстоховська Червоного прапора ордена Кутузова дивізія, в/ч 54096 (Муліно Нижньогородської області);
- 96-та окрема розвідувальна бригада, в/ч 52634 (Нижній Новгород, Сормовський район);
- 288-ма артилерійська Варшавська Бранденбурзька Червонопрапорна, орденів Кутузова, Богдана Хмельницького і Червоної Зірки бригада, в/ч 30683 (селище Муліно);
- 112-та гвардійська ракетна Новоросійська ордена Леніна, двічі Червонопрапорна, орденів Суворова, Кутузова, Богдана Хмельницького і Олександра Невського бригада, в/ч 03333 (місто Шуя, Південне містечко);
- 49-та зенітна ракетна бригада, в/ч 21555 (селище Красний Бор Смоленський район або місто Смоленськ);
- 60-та бригада управління, в/ч 76736 (селище Селятино Наро-Фомінського району Московської області та селище Баковка Одінцовського району Москви);
- 69-та окрема бригада МТЗ, в/ч 11385 (Нижньогородська область, місто Дзержинськ);
- інженерно-саперний полк (Московська область);
- 20-й полк РХБ захисту, в/ч 12102 (Нижній Новгород, смт Центральний);
- 231-й окремий батальйон РЕБ.

## Командування

### Командувачі
- (2014—2017) генерал-майор Чайко Олександр Юрійович[5]
- (з 2018) генерал-лейтенант Кисіль Сергій Олександрович

### Начальники штабу
- (2020—2021) генерал-майор Колесников Андрій Борисович